# GRB 090429B
GRB 090429B — гамма-всплеск, наблюдавшийся 29 апреля 2009 года космической обсерваторией Swift. Последствия всплеска наблюдались в различных диапазонах электромагнитного спектра. Рентгеновский телескоп на борту Swift обнаружил не указанный в каталогах ослабевающий источник. На ультрафиолетовом телескопе не наблюдалось ни оптического, ни ультрафиолетового излучения. Спустя примерно 2,5 часа после всплеска была проведена серия наблюдений на телескопе Gemini North, при которых был обнаружен яркий объект в инфракрасной области спектра. Окружающей объект галактики не было обнаружено ни при наблюдениях на Gemini North, ни при наблюдениях на телескопе «Хаббл». Хотя данный гамма-всплеск наблюдался в 2009 году, оценка расстояния до него была опубликована только в мае 2011 года. С вероятностью 90% фотометрическое красное смещение превосходит z=9.06, то есть гамма-всплеск является одним из наиболее далёких объектов. Однако ошибка расстояний велика, и нижняя оценка красного смещения составляет z>7.
Количество энергии, выделившейся при всплеске, оценивается в 3,5 × 1052 эрг. Для сравнения светимость Солнца составляет 3,8 × 1033 эрг/с.